# Veldhoek (Bronckhorst)
Veldhoek is een buurtschap in de gemeenten Bronckhorst en Berkelland in de Gelderse Achterhoek, in de Nederlandse provincie Gelderland. Veldhoek ligt enkele kilometers (5 km) ten zuiden van Ruurlo langs de doorgaande weg naar Zelhem en Doetinchem. 

## Geschiedenis
Voor de gemeentelijke herindeling van 2005 hoorde Veldhoek tot de voormalige gemeente Hengelo.
Tot 2005 trainde betaaldvoetbalclub BV De Graafschap dagelijks op sportpark Veldhoek. René Hiddink was er beheerder.
Op Paaszondag 17 april 2022 vond de laatste viering plaats in de Goede Herderkapel, geopend in 1951 en gebouwd van drijfhout. Het gemeentelijk monument blijft als woonhuis behouden.

## Hengelse Zand
Op het landgoed De Hoenderkamp in de Veldhoek ligt het motorcrossterrein Hengelse Zand, bekend uit het lied Oerend hard van de Achterhoekse popgroep Normaal.
Hoofdplaats: Hengelo      Stadjes: Bronkhorst · Laag-Keppel

Dorpen: Achter-Drempt · Baak · Drempt · Halle · Hengelo · Hoog-Keppel · Hummelo · Keijenborg · Kranenburg · Olburgen · Steenderen · Toldijk · Velswijk · Vierakker · Voor-Drempt · Vorden · Wichmond · Zelhem

Buurtschappen: Bekveld · Delden · Dunsborg · Eldrik · Gooi · Halle-Heide · Halle-Nijman · Heidenhoek · Heurne (deels) · Linde · De Meene · Medler · Meuhoek · Mossel · Noordink · Oosterwijk · Rha · Varssel · Veldhoek (deels) · Veldwijk · Wassinkbrink · Wientjesvoort · Wildenborch · Winkelshoek · Wittebrink · Wolfersveen

Voormalige gemeenten: Hengelo · Hummelo en Keppel · Steenderen · Vorden · Zelhem

Gelderland · Steden en dorpen in Gelderland      Nederland · Provincies · Gemeenten
Hoofdplaats: Borculo       Dorpen: Beltrum · Eibergen · Geesteren · Gelselaar · Haarlo · Neede · Noordijk · Rekken · Rietmolen · Ruurlo

Buurtschappen: Avest · Brammelerbroek · Brinkmanshoek · Broeke · De Bruil · Dijkhoek · De Haar · Heure · Heurne (deels) · Holterhoek · Hoonte · De Horst · Hupsel · Kisveld · Kulsdom · Leo-Stichting · Lintvelde · Lochuizen · Loo · Mallem · Nederbiel · Noordijkerveld · Olden Eibergen · Oosterveld · Overbiel · Respelhoek · Ruwenhof · Schependom · Spilbroek · Veldhoek (deels) · Waterhoek · Zwilbroek

Voormalige gemeenten: Beltrum · Borculo · Eibergen · Geesteren · Neede · Ruurlo